# Siegfried zu Castell-Rüdenhausen

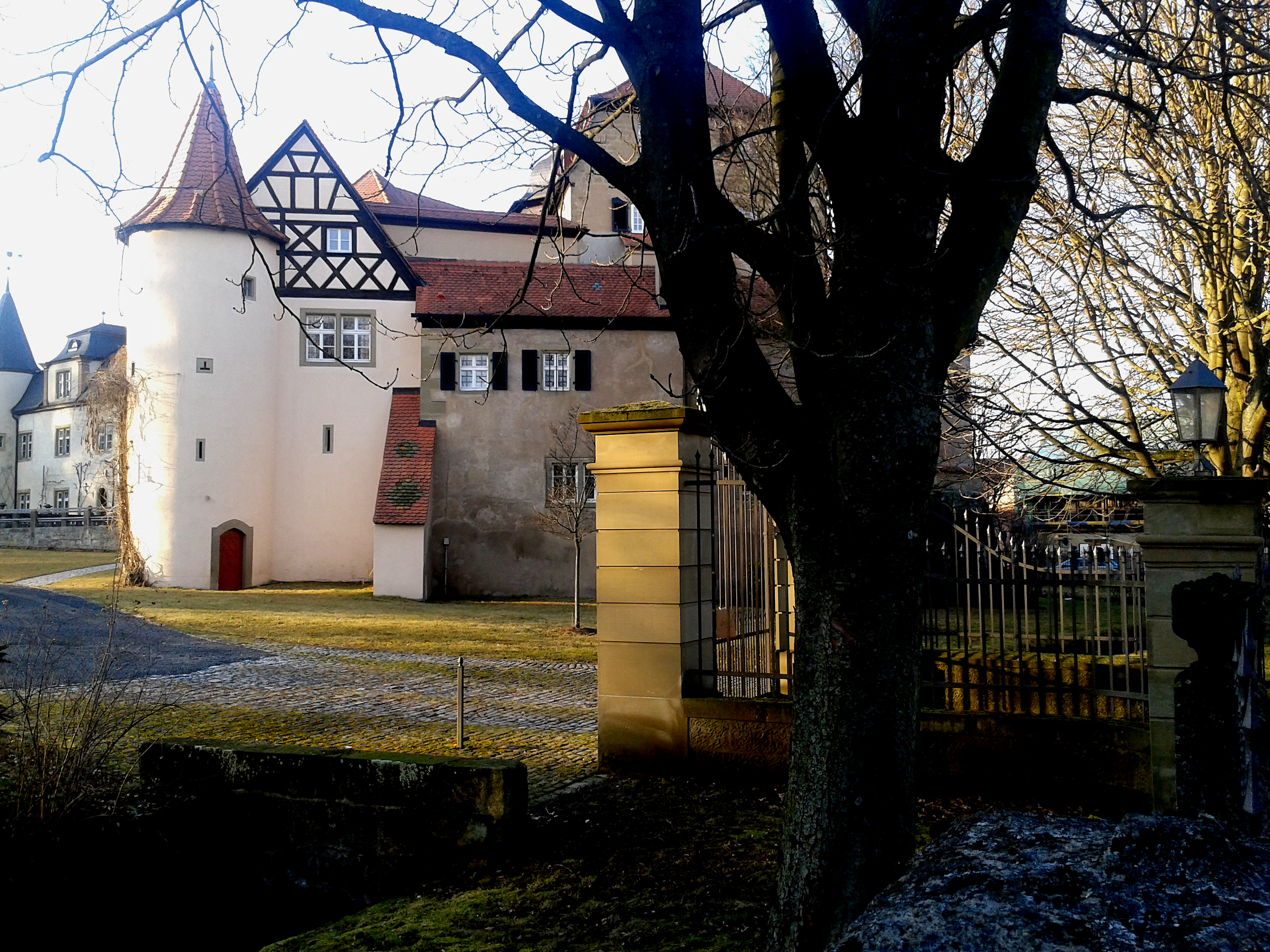
Schloss Rüdenhausen

Siegfried Casimir Friedrich Fürst zu Castell-Rüdenhausen (Rüdenhausen, 16 februari 1916 — aldaar, 16 november 2007) was een Duitse boer en boswachter, ondernemer en jachtofficier en de 4e vorst en hoofd van de linie Castell-Rüdenhausen. 

## Biografie
Castell-Rüdenhausen werd geboren als lid van het geslacht Castell en zoon van Casimir Friedrich Fürst zu Castell-Rüdenhausen (1861-1933) en diens vrouw Mechtild Gräfin von Bentinck (1877-1940), lid van de grafelijke tak van het geslacht Bentinck. Hij trouwde in 1946 met Irene Gräfin zu Solms-Laubach (1925-2006). Uit dit huwelijk werden acht kinderen geboren, onder wie:
- Johann-Friedrich zu Castell-Rüdenhausen (1948–2014), 5e vorst van Castell-Rüdenhausen
- Donata Gräfin zu Castell-Rüdenhausen (1950–2015); trouwde op 25 mei 1975 met Louis Ferdinand van Pruisen, een achterkleinzoon van de laatste Duitse keizer Wilhelm II, en in 1991 hertrouwde ze met Frederik August van Oldenburg, een zoon van erf-groothertog Nicolaas van Oldenburg
- Christian Graf  zu Castell-Rüdenhausen (1952–2010), met zijn gezin bewoner van kasteel Twickel

Het gezin bewoonde het stamslot van deze linie van het geslacht, Schloss Rüdenhausen.
Na het overlijden van zijn vader volgde diens zoon Rupert (1910 - circa 1944) hem op als hoofd van de linie en Fürst zu Castell-Rüdenhausen; nadat de in de Tweede Wereldoorlog vermiste/gesneuvelde Rupert eerst op 19 mei 1951 officieel dood verklaard was, volgde diens broer Siegfried hem op als 4e vorst en hoofd van de linie Castell-Rüdenhausen. (Formeel is hij volgens het Duitse naamrecht Graf zu Castell-Rüdenhausen; volgens familietraditie wordt hij echter aangeduid als Fürst zu Castell-Rüdenhausen.)